# ニモ&フレンズ・シーライダー
- 東京ディズニーシー
  - ポートディスカバリー > ニモ&フレンズ・シーライダー
  - 東京ディズニーシーのアトラクション > ニモ&フレンズ・シーライダー

『ニモ&フレンズ・シーライダー』（Nemo & Friends SeaRider）は、東京ディズニーシーにあるアトラクションの一つ。なお、このアトラクションは、ストームライダーの施設を改装してオープンされた。

## 概要
| ニモ＆フレンズ・シーライダー Nemo & Friends SeaRider | ニモ＆フレンズ・シーライダー Nemo & Friends SeaRider | ニモ＆フレンズ・シーライダー Nemo & Friends SeaRider | ニモ＆フレンズ・シーライダー Nemo & Friends SeaRider |
| ---------------------------------------------------- | ---------------------------------------------------- | ---------------------------------------------------- | ---------------------------------------------------- |
| オープン日                                           | オープン日                                           | 2017年5月12日                                        | 2017年5月12日                                        |
| スポンサー                                           | スポンサー                                           | JCB                                                  | JCB                                                  |
| 所要時間                                             | 所要時間                                             | 約5分                                                | 約5分                                                |
| 定員                                                 | 定員                                                 | 244名(1キャビン122名×2機)                            | 244名(1キャビン122名×2機)                            |
| 利用制限                                             |                                                      | 3歳以上、身長90cm以上                                | 3歳以上、身長90cm以上                                |
| ファストパス                                         | ファストパス                                         |                                                      | 対象外                                               |
| シングルライダー                                     | シングルライダー                                     |                                                      | 対象外                                               |

ディズニー/ピクサー映画『ファインディング・ニモ』と『ファインディング・ドリー』をテーマとしたアトラクションで、映画『ファインディング・ニモ』シリーズをテーマとした東京ディズニーシー内のアトラクションは、タートル・トークに次いでこれが2番目である。ストームライダーの跡地に新設され、投資額は約50億円。
オープン日となった2017年5月12日は映画『ファインディング・ニモ』『ファインディング・ドリー』の日本語吹き替え版で声優を務め、本作にも声優として出演する室井滋（ドリー役）、木梨憲武（マーリン役）、上川隆也（ハンク役）、中村アン（デスティニー役）がアトラクションを体験すると共に、訪れたゲストとの握手会を行った。
2023年7月26日から「40周年記念プライオリティパス」を導入している。

## ストーリー
ディズニー/ピクサー映画『ファインディング・ドリー』に登場した「海洋生物研究所」のポートディスカバリー支局を訪れたゲストは、「チヂミニウム」という電気を通すと収縮するマテリアルを用いた最新潜水艇「シーライダー」に乗り込む。シーライダーは中に乗る人間も含め安全に縮める他、「人工フィッシュ知能」（英語で「人工」の意味を表す"artificial"に「魚」の"fish"をかけた造語の日本語訳と見られる）によってまるで魚のように自動運転で泳ぐことが出来る。シーライダーに乗り込んだゲストは、ニモやドリーらと一緒に海の冒険へ出ることとなる。

## Trivia
- アトラクション開業日と同日の2017年5月12日に、東京ディズニーシーのタートル・トークで映像のアップデートが行われ、映画「ファインディング・ドリー」に登場したキャラクターが新たに登場するようになった[5]。
- プレショーの映像中、魚の形をした黄色の潜水艦（サンフィッシュ・サブ）が登場するが、この潜水艦には「151101」という艦番号が表記されている。この番号は、当アトラクションがオープンする前、ホライズンベイに停留していたサンフィッシュ・サブ(青色)に実際に表記されていた番号である。なお、サンフィッシュサブに表記されていた番号は当アトラクションがオープンした際に変更されている。
- シーライダー艦内の扉には、「CHIZIMINIUM DIFFUSER（チヂミニウムディフューザー）」の表記がある。当アトラクションオープン前のアトラクション、ストームライダー(現クローズ)では「ストームディフューザー」という装置があった。
- 冒頭と終盤でアナウンスをするミッションコントロール役の声優を、ストームライダーのキャプテン・デイビスを演じた磯部弘が担当している。